# Gutštejn
Gutštejn (deutsch Guttenstein) gilt als eine der schönsten Burgruinen Böhmens. Sie steht in waldiger, hügeliger Landschaft südöstlich von Konstantinovy Lázně im Okres Tachov auf einer Vorsprung über dem Bach Hadovka.

## Geschichte
Die erste schriftliche Erwähnung der Höhenburg und ihres Besitzers stammt aus dem Jahr 1319, als der Abt des Stifts Tepl, Dietrich von Guttenstein und dessen Sohn Sezema drei Dörfer verpachtete. 1369 kennen wir bereits drei Brüder, Johannes, Dietrich II. und Puta. Dietrich II. starb 1417. Sein Sohn Burian saß auf Rabštejn (Rabenstein) und auf Nečtiny (Netschetin). Im Jahr 1422 wurde die Burg von Jan Žižka belagert, weil die von Guttenstein Vertreter des katholischen Adels waren.
Jan Žižka kam auch in Besitz von Bělá nad Radbuzou (Weißensulz), Rabštejn, Nečtiny, Tachov und Komberk (Gumberg), war auch Bezirkshauptmann in den Regionen Saaz und Pilsen und verwaltete das Kloster Chotěšov. Obwohl er Katholik war, schloss er sich nach 1448 der Seite von Georg von Podiebrad an. Nach Jan Žižkas Tod 1453 wurde die Burg von seinem Bruder Burian erworben.
Dessen Sohn Burian, genannt „der Reiche“, erwarb weitere Ländereien in Böhmen und Bayern, schloss sich 1465 der Grünberger Allianz an und führte Verhandlungen mit Friedrich III., der den katholischen Herren das Münzrecht in Pilsen verlieh. Dann unterstützte er kurzzeitig den ungarischen König Matthias Corvinus, aber nach der Thronbesteigung von Vladislav II. auf den böhmischen Thron schloss er sich seiner Seite an. Bereits 1472 wurde er Oberkämmerer des Königreichs und 1477 führte er das Heer von Vladislav, das Pilsen, das von Matthias besetzt war, nicht eroberte. 1485 wurde er Bundeskanzler und bereicherte sich weiterhin rücksichtslos.
Es ist nicht bekannt, welcher der Brüder Burians des Reichen Guttenstein erbte. Als der letzte Sohn Wolf 1545 starb, erbte sein Sohn Viktorin die Burg; er verkaufte sie 1549 an den Besitzer von Weseritz, Hanuš Elpognar aus Unter Schönfeld (Dolní Šenfeld). Gutenstein war für die Bedürfnisse der mächtigen Familie nicht mehr geeignet, so dass im 16. Jahrhundert das Zentrum des Schlosses nach Weseritz (Bezdružice) verlegt und die Burg aufgegeben wurde.

## Bauwerk
Die Kernburg war durch einen Burggraben geschützt, dessen Mauerwerk an einigen Seiten erhalten ist. An der höchster Stelle stand der Bergfried, dessen Ruine heute noch die bemerkenswerten abgerundeten Ecken bei prismenförmigem Grundriss zeigt. Die Vorburg, von deren Bebauung keine Reste erhalten sind, senkt sich gegen Westen ab. Hinter dem Graben, im südöstlichen Teil, befindet sich ein kleiner, in den Felsen gehauener Keller.
Nach dendrochronologischer Bestimmung datiert der Dachstuhl des Bergfrieds ins 15. Jahrhundert. Keramische Fundstücke unter dem Turm wurden in einen Zeitraum ab der Hälfte des 13. Jahrhunderts bis in die Hälfte des 14. Jahrhunderts datiert. Die Keramikfunde aus dem vorderen Teil des Burgkerns deuten an, dass dieser Ort nach der Aufgabe der Burg auch weiterhin zu wirtschaftlichen Zwecken genutzt wurde.